# Mario Hopenhaym
Mario Hopenhaym (Buenos Aires, 8 marzo 1926 – Montevideo, 7 maggio 2016) è stato un arbitro di pallacanestro uruguaiano, membro del FIBA Hall of Fame dal 2007.

## Carriera
Nato in Argentina, ma trasferitosi in Uruguay già da bambino, ha iniziato la carriera arbitrale nel 1955, ritirandosi nel 1984.
Ha diretto ai Giochi della XVIII Olimpiade e della XIX Olimpiade, al Mondiale 1967, ai Mondiali femminili del 1971 e 1975.
È stato il primo arbitro non europeo a dirigere una finale della Coppa Campioni, a Mosca nel 1965. Ha fatto parte della Commissione Tecnica FIBA dal 1984 al 2006.